# Kriegssachschädenverordnung
Die Kriegssachschädenverordnung wurde am 30. November 1940 vom Ministerrat für die Reichsverteidigung als Verordnung mit Gesetzeskraft erlassen. Sie regelte ab dem 15. Dezember 1940 eine staatliche Entschädigung in Höhe der Wiederbeschaffungskosten gegenüber Eigentümern von beweglichen und unbeweglichen Sachen, die infolge eines Angriffs auf das deutsche Reichsgebiet ab dem 26. August 1939 geschädigt worden waren. Voraussetzung war, dass der Geschädigte nicht von anderer Seite, etwa einem Versicherungsunternehmen, Ersatz verlangen konnte.
Um den Bezug rationierter Verbrauchsgüter zur Deckung des Sofortbedarfs entsprechend der Verordnung zur vorläufigen Sicherstellung des lebenswichtigen Bedarfs des deutschen Volkes vom 27. August 1939 zu gewährleisten, wurde den Geschädigten dagegen ein Bombenpaß – Ausweis für Fliegergeschädigte sowie entsprechend gekennzeichnete besondere Bezugsscheine ausgestellt.

## Historischer Hintergrund
Die KSSchVO löste die Sachschädenfeststellungsverordnung vom 8. September 1939 ab. Diese war rückwirkend zum 26. August 1939 in Kraft getreten, als mit der deutschen Besetzung des Jablunkapasses der Überfall auf Polen am 1. September 1939 vorbereitet worden war, der in den Zweiten Weltkrieg führte. Am 3. September 1939 hatten Großbritannien und Frankreich aufgrund der Britisch-französischen Garantieerklärung dem Deutschen Reich den Krieg erklärt.

## Entschädigungsverfahren
Entschädigungspflichtig waren Sachschäden, wenn sie unmittelbar durch bestimmte Ereignisse verursacht worden waren. Dazu zählten nach § 2:
1. Kampfhandlungen und andere militärische Maßnahmen von deutschen, verbündeten oder gegnerischen Streitkräften
2. Beschädigung oder Verlust in einem vom Gegner besetzten Gebiet, etwa durch Plünderung
3. Räumung, Freimachung oder Verschleppung der Bevölkerung aus vom Gegner besetzten oder bedrohten Gebieten und Wegschaffung ihrer Habe
4. Flucht wegen dringender Gefahr für Leib und Leben
5. Selbstversenkung eines Schiffes, um der feindlichen Aufbringung zu  entgehen sowie
6. Besitzentzug an einem Schiff durch feindliche Handlungen.

Die Entschädigung wurde in Geld oder durch Ersatzleistung in Natur (Instandsetzung oder Beschaffung einer Ersatzsache durch die öffentliche Hand) gewährt.
Anträge waren bei dem Bürgermeister der Gemeinde zu stellen, in deren Gebiet der Schaden verursacht worden war, bei dessen Verhinderung auch bei der Gemeinde, in der sich der Geschädigte aufhielt. Über den Antrag entschied die untere Verwaltungsbehörde als Feststellungsbehörde (Kriegsschädenamt) durch schriftlichen Bescheid. Als oberste Behörde war ein beim Reichsverwaltungsgericht zu bildendes Reichkriegsschädenamt vorgesehen, das für Beschwerden gegen Feststellungsbescheide zuständig sein sollte (§ 22).
Antragsberechtigt waren deutsche Staatsangehörige. Auf „Juden und jüdische Unternehmen“ war die Verordnung nur nach Maßgabe besonderer Richtlinien des Reichsministers des Innern anwendbar (§ 31). Mit Verordnung des Reichsinnenministers Wilhelm Frick vom 20. Juli 1941 wurden „Juden und jüdische Unternehmen“ von dem Antragsrecht und der Entschädigung ausgeschlossen.

## Finanzieller Aufwand
Die von den Feststellungsbehörden gewährten finanziellen Entschädigungen unterlagen der Kontrolle durch den Rechnungshof des Deutschen Reiches. Vor allem nach den alliierten Luftangriffen auf das Reichsgebiet herrschten chaotische Verhältnisse, so dass die Aufwendungen hoch, die rechtmäßige Verteilung aber nur schwer zu kontrollieren war. Dennoch wurden die entsprechenden Prüfungen bis zum Ende des Jahres 1944 durchgeführt. In seinem Prüfungsbericht vom 26. Oktober 1944 monierte der Bayerische Oberste Rechnungshof, dass die Stadt Augsburg mehrfach Vorauszahlungen geleistet hatte, ohne dass später Schadensanträge mit Aufstellungen über die beschädigten oder zerstörten Hausratsgegenstände eingereicht worden wären. Moniert wurde auch die großzügige Handhabung der Nutzungsentschädigungen für Mietausfälle sowie die Dotierungen von Architekten, Einsatzleitern, Bauunternehmern und Handwerkern bei „Sofortmaßnahmen“. Noch im Juli 1944 bemühte sich der Rechnungshof darum, die nach seiner Ansicht überhöhten Kosten für die Mitarbeiter der Feststellungsbehörden zu senken.